# Samaritan's Purse
Samaritan's Purse – ewangelikalna organizacja charytatywna. 
Prezesem organizacji jest Franklin Graham, syn chrześcijańskiego ewangelisty Billy'ego Grahama. Nazwa organizacji pochodzi z Nowego Testamentu, z przypowieści o miłosiernym Samarytaninie. Międzynarodowa siedziba organizacji znajduje się w Boone w Karolinie Północnej, a także utrzymuje magazyny i inne obiekty w pobliskich North Wilkesboro i Greensboro w Karolinie Północnej.

## Historia
Samaritan's Purse została założona w 1970 roku przez pastora baptystycznego Roberta Pierce'a, założyciela World Vision International, w Boone w Karolinie Północnej.
Franklin Graham poznał Pierce'a w 1973 roku i odbyli razem kilka podróży, odwiedzając projekty pomocowe i misjonarzy w Azji i innych miejscach. Graham został prezesem Samaritan's Purse w 1979 roku, po śmierci Pierce'a.
Do 2022 roku Samaritan's Purse miało biura w Stanach Zjednoczonych, Australii, Kanadzie, Niemczech, Irlandii, Japonii, Hongkongu, Holandii i Wielkiej Brytanii; organizacja udzielała pomocy w ponad 100 krajach. Działa na całym świecie jako Samaritan's Purse, Ippan Shadan Houjin w Japonii oraz jako Emmanuel Group, w pełni należąca do niej spółka lotnicza, założona w 2004 roku.

## Finanse
Raport finansowy organizacji za 2021 rok wykazał 758 milionów dolarów w darowiznach pieniężnych oraz dodatkowe 245 milionów dolarów w darowanych towarach i usługach. 85% z jej wydatków wynoszących 676 milionów dolarów przeznaczono na wydatki związane z działalnością misyjną, przy czym największa część (42%) poszła na projekt Operation Christmas Child, 17% na pomoc w sytuacjach kryzysowych, a 7% na misje medyczne. Większość wydatków pochodzi z kosztów bezpośrednich związanych z dostarczaniem pomocy w sytuacjach kryzysowych i medycznej oraz z Operation Christmas Child (57%), a także z wynagrodzeń dla pracowników i innych wydatków na zatrudnienie (20%).
Organizacja otrzymała ocenę 4 gwiazdek (na 4 gwiazdki) od organizacji monitorującej Charity Navigator.
W 2020 roku Samaritan's Purse odmówił przyjęcia federalnego finansowania od administracji Trumpa, które pierwotnie zostało wstrzymane przez Światową Organizację Zdrowia.